# Genetičko podrijetlo Hrvata
Populacijska genetika i arheogenetika su znanstvene discipline koje otkrivaju i tumače genetičko podrijetlo i povijesne migracije populacija, ali i naroda pa tako i Hrvata.
Hrvatska je naseljena od paleolitika i mezolitika (razdoblja lovaca-sakupljača), u neolitiku s dolaskom anatolskih poljoprivrednika se tu nalaze kulture poput Vučedola, Lasinja, Sopota, Korena, impresso-keramičke, Danila i Hvara. U brončanom dobu dolazi do simbioze Protoindoeuropljana i neolitske kulture, što vodi nastajanju grupi naroda poznatoj kao Iliri. S većim osvajanjima i seobama Kelta, Rimljana, Ostrogota, i na kraju Avara i Slavena/Hrvata u 6.-7. stoljeću većinom se završavaju velike migracije, od kojih potonji su ostavili najveći genetski trag u suvremenoj populaciji Hrvatske.
Prema rezultatima autosomalne DNK te Y-DNK haplogrupa, Hrvati su većinom slavenskog ranosrednjovjekovnog podrijetla, dok mtDNK haplogrupa su u nekom europskom prosjeku, a sveukupno su najsličniji ostalim južnim Slavenima s prostora bivše Jugoslavije.  

## Y-DNK

### Antička Y-DNK
U radu iz 2014. od tri neolitska uzorka Starčevačke kulture iz Vinkovaca, dva su pripadala grupi  G2a-P15 Y-DNKi, a jedan I2a1-P37.2, što bi pokazalo G2a kao potencijalne predstavnike širenja poljoprivrede s Bliskog istoka u Europu, dok bi I2a bio mezolitski substrat lovaca-sakupljača u Europi. U radu iz 2018., iz 10 od 17 uzoraka iz Hrvatske je uspješno izvučena Y-DNK; dva iz središnjeg neolitika (6005. – 5786. prije Krista) iz špilje Zemunica, koji su pripadali C1a2 i E1b1b1a1b1, ranog neolitika Starčevačke kulture (5837. – 5659. prije Krista) iz Belog Manastira – Popove zemlje haplogrupi C, i ranog neolitika Impresso-keramičke kulture (5641. - 5560. prije Krista) iz Kargadura, koji su pripadali G2a2a1, 2 srednjeg neolitika u Sopotu (5207. – 4546. prije Krista) uzorka iz Osijeka koji su pripadali G2a2a1 i J2a1, kasno neolitski Sopot (4790. – 4558. prije Krista) iz Belog Manastira – Popove zemlje haplogrupi I, 2 iz Vučedola (2884. – 2582. prije Krista) iz Belog Manastira – Popove zemlje i Vučedola koji su pripadali R1b1a1a2a2 i G2a2a1a2a, te ranom brončanom dobu (1631. – 1521. prije Krista) iz Velikog Vanika, koji pripada J2b2a.
2019. autosomno su analizirane tri osobe iz 5. stoljeća s umjetnom kranijalnom deformacijom iz Osijeka, vjerojatno hunskog ili germanskog podrijetla. Prema analizi "component analysis" i metodi "Admixture", jedna od njih imala je istočno/sjeveroistočnoazijsko, druga europsko/kavkaško, a treća bliskoistočno/sjevernoafričko podrijetlo.
2021. napravljena je analiza cijelog genoma 38 od 41 osobe iz masakra starog 6200 godina u selu Potočani u istočnoj Hrvatskoj. Pripadali su Lasinjskoj kulturi iz srednjeg bakrenog doba, a autosomno 70% njih nije bilo u bliskom srodstvu, što implicira "zajednicu sastavljenu od mnogih obiteljskih skupina". Prema metodama "Admixture" i "PCA", otkriveno je "da su analizirane osobe malo pomaknute iz anadolskog neolitskog klastera u smjeru zapadnoeuropskih lovaca-sakupljača, slično drugim srednjoneolitskim do kasnoneolitskim europskim poljoprivrednicima prije dolaska [zapadno] stepske genetike", i da je populacija u prosjeku imala porijeklo 91% od anatolskih neolitskih poljoprivrednika (ANF) i 9% zapadnih lovaca-sakupljača (WHG), što je vrlo udaljeno od genetike modernih Hrvata. Među njima su bile prisutne "muške loze tipične za balkanske neolitske populacije (jedanaest G2a2, dvije I2a1a(xI2a1a2), jedna I2a2, C i C1a2-V20)".
Iste godine analizirano je dodatnih 19 uzoraka iz srednjeg neolitika sopotske kulture, 1 uzorak iz bakrenog doba i 1 uzorak iz rimskog doba iz Belog Manastira-Popove zemlje, kao i 7 uzoraka iz brončanog doba transdanubijske kulture inkrustirane keramike iz Jagodnjaka-Krčevine u istočnoj Hrvatskoj. Prema primjesama, hrvatski neolitički uzorci imaju 97.6-100% ANF-podrijetla, uzorci iz bakrenog doba imaju 71% ANF-podrijetla i 29% podrijetla zapadnih stepskih stočara (WSH), dok uzorci iz brončanog doba imaju 47% ANF-podrijetla, 20% WHG-podrijetla i 33% WSG-podrijetla. Opažene Y-DNK haplogrupe u neolitiku/bakrenom razdoblju bile su dvije G2a2a-PF3147, jedna G2a2b2a1a1-PF3345, jedna C1a2b-Z38888, dvije I2a2a-M223 i jedna J-M304; u brončanom razdoblju bile su samo četiri G2a2a1a2a2a1-Z31430 i jedna G2a2a1-PF3148. Jedna osoba iz rimskog razdoblja od 260. do 402. godine nove ere, "koja može, ali i ne mora biti reprezentativna za širu populaciju u tom razdoblju", imala je autosomno genetsku kombinaciju vrlo sličnu današnjim jugoistočnim Europljanima (uključujući Hrvate), "što dodaje važan podatak značajnoj promjeni u podrijetlu koja se dogodila u regiji između brončanog doba i danas". Nosio je skitsko-euroazijsku Y-DNK haplogrupu R1a1a1b2a2-Z2124 > R1a1a1b2a2b1-F1345 (podklada R-F1019*). Između 2018. i 2022. godine analizirani su mnogi uzorci povezani s cetinskom kulturom, proto-Ilirima i određenim ilirskim plemenima (Japodi i Liburni), otkrivši da je njihova muška loza gotovo isključivo pripadala haplogrupi J2b-L283. Dvije godine kasnije, objavljena je studija na 33 antička uzorka od 3. do 5. stoljeća s otoka Hvara, a imali su Y-DNA haplogrupe, redom po učestalosti, J2a, E1b, J2b i G2a.
2022. arheogenetska studija objavljena u časopisu Science usporedila je uzorke stanovništva drevnog, srednjovjekovnog i modernog Balkana te otkrila da su srednjovjekovne slavenske migracije "duboko utjecale na regiju", što je rezultiralo smanjenjem anatolijskog neolitskog podrijetla u jugoistočnoj Europi. Predslavenske balkanske populacije imaju najviše anatolijskog neolitskog podrijetla, dok današnji Slaveni izvan Balkana imaju najmanje, "pri čemu se današnji ljudi iz jugoistočne Europe", uključujući Hrvate, "nalaze između dva ekstrema", s jedne strane Grka i Albanaca koji ju imaju najviše, a s druge strane Hrvati i Mađari koji je imaju najmanje. Arheogenetska studija iz 2023. objavljena u časopisu Cell potvrdila je da je širenje slavenskog jezika i identiteta bilo posljedica velikih migracija ljudi (i muškaraca i žena) sa specifičnim istočnoeuropskim podrijetlom te da "više od polovice podrijetla većine naroda na Balkanu danas dolazi od slavenskih migracija, s oko trećinom slavenskog podrijetla čak i u zemljama poput Grčke gdje se danas ne govore slavenski jezici". Predslavensko stanovništvo Hrvatske i susjednih zemalja imalo je Y-DNK haplogrupe E-V13, R1b, J2b, J2a, G2a, dok su sa slavenskom migracijom stigle, između ostalih, R1a-Z282 (M558, M458 itd.) te I2a-L621.

### Suvremena Y-DNK
Genetički, po izravnoj muškoj/očinskoj liniji, u radovima objavljenim od 2003. do 2008. većina Hrvata (>75%) pripadala je jednoj od tri glavne europske haplogrupe, I2 (32% – 34%),  R1a (27% – 34%), R1b (12% – 15%), dok je manjina (>25%) pripadala haplogrupama E (9%), I1 (5% - 9%), J (4%), N (2%) i G (1%). Prema najnovijim i najopsežnijim radovima objavljenim od 2012. do 2022. godine, većina (65%) pripada haplogrupi I2 (39-40%), R1a (22%-24%), dok manjina (35%) pripada haplogrupama E (10%), R1b (6%-7%), J (6%-7%), I1 (5-8%), G (2%), Q (0-1.93%), H (0-1.8%), T (0.6%), N (0-0.6%) i L (0.2%).
Haplogrupa I2 se dijeli na dvije glavne grane, većinsku I2a (39%) i manjinsku I2b (1.35%). Ona nalazi svoj maksimum frekvencije/učestalosti među Hrvatima Bosne i Hercegovine i južne Hrvatske (Like i Dalmacije), gdje prelazi 50% ("efekt osnivača" na djelu), kao npr. kod Hrvata u zapadnoj Hercegovini (73%), Dubrovniku (53%) and Zadru (60%), kao i na južnim otocima poput Visa (44,6%), Brača, Korčule (~55%), i Hvara (52-64%). Učestalost te grupe je niža u gradovima na sjeveru poput Osijeka (27,6%) i zapadnim planinama poput Žumberka (18,2%) i sjevernim otocima Krku (27%) i Cresu (3%). Međutim, u usporedbi sa starijim radovima koji su predlagali "autohtono podrijetlo" haplogrupe I2 u Hrvatskoj još iz vremena prapovijesti i antike, već se u Battaglia et al. (2009) uočila najveća raznolikost i brojnost haplogrupe na prostoru Ukrajine, a Zupan et al. (2013) zaključio kako to sugerira dolazak u trenutku slavenske migracije iz pradomovine s prostora Ukrajine. Istraživanje koje je napravila O. M. Utevska (2017), zaključilo je kako haplogrupski STR haplotip ima najveću raznolikost u Ukrajini, gdje se nalazi ancestralni STR marker "DYS448=20" koji čini "dnjeparsko-karpatski" klaster, derivirani "balkanski" klaster markera "DYS448=19" čini većinu I2 kod južnih Slavena. Taj "balkanski" također ima najveću raznolikost na području Ukrajine, što pokazuje kako je uzrok visokoj frekvenciji na Balkanu tkz. "efekt osnivača". Utevska je izračunala kako se razdvajanje klastera i ekspanzija prema Jadranu dogodila otprilike prije 2860 ± 730 godina, što se podudara s razdobljem formacije i migracije ranih Slavena (samim tim i doseljenja Hrvata), odnosno, klaster predstavlja samo jedan SNP, I-PH908, imena I2a1a2b1a1a1c na ISOGG filogenetskom stablu (2018), a prema YFull YTree kalkulaciji imao je formaciju i TMRCA oko 3. stoljeća.

Iako se smatra kako je I2-621 mogla biti prisutna u Cucuteni-tripilijskoj kulturi, do sada je samo pronađena haplogrupa G2a, a druga grana I2a1a1-CTS595 je bila prisutna u badenskoj kulturi u Panonskoj nizini. Iako su I-L621 i njezine podgrane dominantne kod novodoseljenih Slavena na području bivšeg Rimskog carstva, do sada nisu pronađene u arheogenetskim uzorcima iz rimskoga razdbolja i gotovo ih nema u suvremenoj populaciji Italije. Najranije arheološko nalazište ove grupe do sada je Sungir 6 (730. – 850.) u blizini grada Vladimira u Rusiji koje je pripadalo nizu I-S17250 > Y5596 > Z16971 > Y5595 > A16681, kao i I-CTS10228 i I-Y3120 podgrana koje su nađene u dva vikinška uzorka iz Švedske (VK53) i Ukrajine (VK542) pretežno slavenskog podrijetla od čega potonja pripada Glebu Svyatoslaviću, primcu Novgorodskom iz 11. stoljeća. Pronađena je u skeletnim ostacima doseljenika s artefaktima, ukazujući na vođe, kod mađarskih osvajača panonske nizine iz kasnog 9. stoljeća, ali kao dio zapadne euroazijske-slavenske komponente kod suvremenih Mađara. Prema radu Fóthi et al. (2020), rasprostranjenost ancestralnih podgrana poput I-CTS10228 u suvremenim populacijama ukazuje na naglo širenje s područja jugoistočne Poljske, uglavnom je vezano za Slavene (samim tim i doseljenja Hrvata), i "najveća demografska eksplozija se dogodila u Dinaridima i Podunavlju".
Haplogrupe R1a se dijeli na tri grane, R-M558 koja je u velikoj većini (19.2%), zatim R-M458 (4.9%),a preostali dio na R-Z282 i R-Z93 (1.2%). Najveća frekvencija je u sjevernoj i središnjoj Hrvatskoj, a skoro ista u zapadnoj, istočnoj i južnoj Hrvatskoj. Najveća lokalna frekvencija je u Varaždinu (38%) i Osijeku (26-39%), Žumberk (34%), i na sjevernim otocima Krku (37%) i Cresu (56%), gdje su slične i rezultatima drugih Slavena, poput Slovenaca, Čeha i Slovaka. Frekvencija je niža u Zadru (4%), Dubrovniku (13%), Splitu (19%), kao i na južnim otocima Hvaru (8%), Visu (17%), Korčuli (20%) i Braču (25%). U BiH Hrvata, frekvencija je slična onoj drugih južnih Slavena (12%).
Haplogrupa R1b, koja se u Hrvatskoj nalazi u više podgrana (uglavnom R-L23 i R-U152), ima najveći postotak u sjevernoj i središnjoj Hrvatskoj (10-11%), dok lokalno na Dugom otoku (25%) i Krku (16,2 %), u Žumberku (11,3%), a malo u Osijeku (0-6%), a na južnim otocima, gradu Dubrovniku (3,9%) i BiH Hrvatima jako rijetka (1–6%)..
Haplogrupa E u Hrvata je uglavnom podgrane E1b1b1a1b-V13 (6,7%), a E1b1b1a3-M149 i E1b1b1c-M123 su isto nađene u malim postocima (1,1%). E-V13 je tipična za populaciju jugoistočne Europe, ima vrhunac među Kosovskim Albancima (44%), ali je isto visoka i među Makedoncima, Bugarima, Grcima, Rumunjima i Srbima. Najveća frekvencija je nađena u Žumberku (18,2%), Varaždinu (16%),, prosječnog postotka u Splitu i Puli (10-11%), a na otocima Dugi otok (15,9%) i Ugljanu (13,2%), kao i južnim otocima Visu (23,4%) i Mljetu (15,4%). Na sjevernim otocima Cresu (3%) i Krku (6,8%) je bila slična drugim južnim otocima (3,7 – 4,3%). U BiH Hrvata je njena frekvencija ista kao i u RH Hrvata (8,9%).
Haplogrupa I1 ima najviše u zapadnoj Hrvatskoj (8.6%), Dubrovniku (8,9%), i Osijeku (10,9%), a rijetka je na Hvaru (2,4%), i kod BiH Hrvata (0-4,9%).
Haplogrupa J1 je rijetka u Hrvatskoj, dok J2 ima neznatno više, ali lokalno zajedno imaju najveći postotak u Osijeku (10,2%) i središnjim otocima Pašman (16,6%) i Ugljan (10,2%) kao i sjevernim otocima Krku (10,8%) i Cresu (14,1%) ali zato skoro pa nema kod BiH Hrvata (1,1 %).
Podgrana G2a je nađena kod RH i BiH Hrvata u niskom postotku (1,1%), ali je vrhunac našla u sjeveroistočnom gradu Osijeku (0,9-13,8%) i južnim otocima Mljetu (15,4%), Korčuli (10,4 %), Braču (6%), kao i sjevernom otoku Cresu (7%).
Haplogrupa N je rijetka u Hrvatskoj (0-2,2%). Može biti grane N-TAT ili neke druge. Česta je na Dalekom istoku, poput Sibira i Kine, a u Europi među Fincima (60 %) i u Baltičkim zemljama (45%). Neobično za europske populacije, još jedna središnjoazijsko-sibirska grupa P, poput haplogrupe Q je nađena u visokoj frekvenciji na otocima Hvaru (7,6-14%), Lastovu (8,3%) i Korčuli (6%). Pronađena je i kod jednog uzorka iz zapadne Hercegovine. U novijim studijama potvrđeno je da jedan Hrvat iz Bosne i Hercegovine pripada podgrani Q-L472 > Z2902 > B285 > B29 pronađenom u srednjoistočnoj Aziji, dok su jedan Hrvat iz Hrvatske, jedan s otoka Hvara i jedan Hrvat židovskog podrijetla u Poljskoj pripadali podgrani Q-L245 > Y2998 > Y2209 koja se uglavnom nalazi na Bliskom istoku i kod Aškenazi Židova.

### Zaključci
U radu iz 2012. je provedeno dotad najopširnije istraživanje Y-DNK haplogrupa u Hrvata. Analizirano je 17 Y-STR markera na Y kromosomu, a pretpostavke su ostvarene s 90 %-tnom sigurnošću. Populacija je podijeljena na 5 cjelina, pri čemu je vidljiva velika homogenost ukupnog materijala, kao i po cjelinama (s blagom iznimkom dijela južne Hrvatske). Dodatno na veliku ukupnu homogenost primjetan je i lagani gradijent od sjevera prema jugu (i istoku i zapadu) od srednjoeuropskog (germanskoga, slavenskoga, mađarskoga) klastera prema jugoistočnoeuropskom (južnotalijanskom, grčkom).
| Population      | Samples | Source              | I2a(xI2a1) | R1a  | E1b1b1-M35 | R1b  | I1  | J2b | G2a | H   | J2a1h | J1  | J2a1b | E1b1a1-M2 | G2c | I2a1 | I2b1 | I2b(xI2b1) | J2a1-bh | L   | N   | Q   | T   |
| --------------- | ------- | ------------------- | ---------- | ---- | ---------- | ---- | --- | --- | --- | --- | ----- | --- | ----- | --------- | --- | ---- | ---- | ---------- | ------- | --- | --- | --- | --- |
| Overall Croatia | 1,100   | Mršić et al. (2012) | 37.7       | 22.1 | 10.6       | 7.9  | 5.8 | 3.7 | 2.7 | 1.8 | 1.2   | 1.1 | 1     | <1        | <1  | <1   | <1   | <1         | <1      | <1  | <1  | <1  | <1  |
| Central Croatia | 220     | Mršić et al. (2012) | 31.8       | 23.6 | 11.8       | 10.4 | 5   | 5   | 3.6 | 1.3 | 0.4   | 2.2 | 0.9   | 0         | 0   | 0.4  | 0.9  | 0.9        | 0       | 0.4 | 0.9 | 0   | 0   |
| North Croatia   | 220     | Mršić et al. (2012) | 25.4       | 29.1 | 10.9       | 10.4 | 4.1 | 5   | 3.1 | 5   | 0.4   | 0   | 0.4   | 0.4       | 0   | 0    | 2.2  | 0.9        | 0       | 0.4 | 0.4 | 0   | 1.3 |
| East Croatia    | 220     | Mršić et al. (2012) | 40         | 18.6 | 11.3       | 8.2  | 5.9 | 2.7 | 1.8 | 0.9 | 2.2   | 2.7 | 1.3   | 0         | 0   | 0    | 0.4  | 0          | 0.4     | 0   | 0.9 | 1.8 | 0.4 |
| West Croatia    | 220     | Mršić et al. (2012) | 36.8       | 20   | 12.7       | 5.9  | 8.6 | 3.2 | 3.2 | 1.8 | 1.8   | 0.4 | 1.8   | 0         | 0.4 | 0    | 0.4  | 0          | 0.4     | 0   | 0.9 | 0.4 | 0.9 |
| South Croatia   | 220     | Mršić et al. (2012) | 54.5       | 19.1 | 6.3        | 4.5  | 5.4 | 2.7 | 1.8 | 0.4 | 0.9   | 0   | 0.4   | 0         | 0   | 0    | 0.4  | 0          | 0.9     | 0.4 | 0   | 1.3 | 0.4 |

## Mitohondrijska DNK
Genetički, preko izravne majčinske linije većina (>65%) hrvatske populacije iz RH pripada jednoj od tri od jedanaest glavnih europskih mtDNK grupa;
- haplogrupi H (45%)
- haplogrupi U (17,8–20,8%)
- haplogrupi J (3–11%)[40]

Haplogrupa H je najčešća grupa, koja maksimalnu frekvenciju pokazuje na otocima Korčuli (60,2%) i Mljetu (73,5%), a minimalnu na otocima Cresu (27,7%), i Hvaru (27,8%). Riječ je o dominantnoj europskoj haplogrupi. Povećana frekvencija podgrupe H1 na Mljetu (30,9%), inače rijetke u ostalim istraživanjima je standardni primjer "efekta osnivača" – selidbe iz najbližeg obalnog područja i mikroevolucijskom širenju po otoku.
Haplogrupa U (18,85%) je većinom zastupana svojom podgrupom U5, koja je druga najraširenija haplogrupa s frekvencijom 11,6% na kopnu i 10,4% na obali, sa sličnim frekvencijama na otocima Braču (8,6%), Krku (11,3%), i Hvaru (14,8%), dok je najniža na Korčuli (2%). Ukupno je haplogrupa U, sa svim svojim podgranama (poput U5), najčešća u gradu Dubrovniku (19,9%) i otocima Lastovu (23,5%) i Cresu (29,4%). Ona je najstarija europska haplogrupa (nastala prije oko 50 tisuća godina), a njezina podgrupa U5 čini većinu unutar nje u europi. Veliki postotak podgrane U4 na Lastovu (11,8%) ukazuje na "efekt osnivača".
Haplogrupa J je treća najčešća, s 11,9% na kopnu, ali samo 3,1% na obali, međutim neki otoci su imali više frekvencije od obalnih populacija; Korčula (6,1%), Brač (8,6%), Krk (9%), Hvar (9,3%), a maksimum ima na planinama Žumberka (12,34%) i Lastovu (19,6%), dok je na Cresu gotovo potpuno odsutna.
Od haplogrupe T, podgrupa T2 ima sličnu učestalost (3,1 – 5 – 8%) in na obali i na kopnu, kao i među otočnom populacijom s maksimumom na Hvaru (12%), no i minimumom na Mljetu (1,5%), Lastovu (3,9%) i u Dubrovniku (2,3%).
Haplogrupa K ima prosječnu frekvenciju 3,6% na kopnu i 6,3% na obali, odsutna je na otoku Lastovu i ima najnižu frekvenciju na Cresu (3,36%) i Hvaru (3,7%), a najvišu na Braču (9,5%).
Haplogrupa V je mlađa podgrana haplogupe H i ima otprilike iste minimume i maksimume (4 – 5,7%) i na obali i na kopnu, s iznimkom na Korčuli (8,2%) kao i miminumima na Mljetu (1,5%), Lastovu (2%) i Dubrovniku (3,3%).
Haplogrupa W ima frekvenciju između 2,2 i 4,2% na kopnu i obali, a na otocima varira između 1,9 i 3,1%, s iznimkom na Krku (7,5%) i Cresu (12,6%). Na otocima Mljetu i Lastovu je između 4,4 i 5,9%, dok je u Dubrovniku skoro potpuno odsutna (0,6%).
Druge mtDNKa s primjetljivim vrhovima su: 
- HV podgrupe s nižim frekvencijama na kopnu i obali (0,4 – 2,1%), ali u prosjeku (4,1 – 4,6%) na otocima, i maksimumu u Dubrovniku (7,7%)[41] i na Braču (10,5%).[40]
- Haplogrupa N1a na Cresu (9,24%) je najsjeverniji nalaz te grupe dosad u Europi, i pokazuje na relativno nedavan "efekt osnivača"[42]. To je karakteristična haplogrupa ranih poljoprivrednika.[1]
- Haplogrupa F koja je skoro pa potpuno odsutna (samo 0,2 – 0,4%) na kopnu, ali ima maksimum od 8,3% na Hvaru.[40][43]
- Haplogrupa I na Krku (11,3%), s podgrupama koje su se odvojile u Ledenom dobu.[44]

### Srednjovjekovna mtDNK
Rad iz 2011. na 27 ranosrednjovjekovnih ostataka kostura iz Naklica blizu Omiša u južnoj Dalmaciji je pokazalo da ih je 67% pripadalo haplogrupi H, 18% J, 11% U5 i 4% HV. Rad iz 2015. na srednjovjekovnim ostacima kostura u Šopotu (14. – 15. st). i Ostrovici iz 9. stoljeća u sjevernoj Dalmaciji su potvrdili kontinuitet u tom razdoblju, pokazujući iste haplogrupe (H, J, U) i u srednjovjekovnoj i današnjoj populaciji. Rad iz 2014. na muškom kosturu iz Splita iz kasnorimskog razdoblja (otprilike 1760±80 godina) je pokazalo da je isti pripada haplogrupi H.

### Prapovijesna mtDNK
U radu iz 2014. koji je obradio i Y-DNK i mtDNK, jedan mezolitski uzorak datiran 6080. – 6020. prije Krista iz Vele Špilje blizu Vele Luke na otoku Korčuli je pripadao mtDNK haplogrupi U5b2a5, uobičajenoj za populaciji lovaca-skupljača, dok je drugih jedanasest neolitskih uzoraka iz Starčevačke kulture uzoraka, datiranih 6000 – 5400 prije Krista iz Vinkovaca pripadalo haplogrupama J1c, K1a, T2b, HV0, K, V, V6, što otkriva sličnu mtDNK raznolikost i liniju potomstva između ranih populacija Panonskog bazena s populacijom Srednje Europe koja je pripadala Kulturi linearnotrakaste keramike, uz prorjeđivanje mezolitskog mtDNKa ostatka.
Preliminarni rezultati rada iz 2016. o mtDNK, koji bi trebali obuhvatiti 30 uzoraka iz neolitika i 5 uzoraka iz kasnog brončanog doba, na 5 antičkih kostura (3 neolitska iz Kulture linearnotrakaste keramike iz špilje Zemunica blizu Biska, 1 srednjoneolitska Danilske kulture iz Zidane špilje blizu Staničića Žumberačkih, 1 sredno/kasno brončano dobna iz Špilje Jazinka blizu Nečvena) pokazuju haplogrupe K2 i K1b1a, H1e/H41, H1b za neolitske uzorke slične onima ranih europskih poljoprivrednika, modernih Sardinijanaca i južnih Europljana, dok haplogrupe HV ili H4 iz brončanog doba pokazuju sličnost suvremenom stanovništvu Hrvatske i jugoistočne Europe, ali bez jasnih dokaza koji pokazuju poveznicu s migracijom Indoeuropljana.
Rad iz 2018. o 17 uzoraka iz Hrvatske; 
- mezolitski (7308. – 7027. prije Krista) iz Vela Špilja (U5b2b)
- tri s početka neolitika (6005. – 5751. prije Krista) iz Špilje Zemunica (H1, K1b1a i N1a1)
- ranoneolitičkog Starčeva (5873. – 5659. prije Krista) iz Beli Manastir – Popova zemlja (U8b1b1)
- dva ranoneolitička iz Linearnotrakaste keramike (5670. – 5560. prije Krista) iz Kargadura (H5a, H7c)
- dva srednjoneolitička iz Sopota (5207. – 4546. prije Krista) iz Osijeka (U5a1a2 i H10)
- dva kasnoneolitička iz Sopota (4790. – 4536. prije Krista) iz Osijeka (U5b2b i N1a1)
- eneolitičkog iz Radovanaca (3710. – 3360. prije Krista) (J1c2)
- tri iz Vučedol (3000. – 2582. prije Krista) iz Beli Manastir – Popova zemlja i Vučedol (T2e, T2c2 i U4a)
- rano-srednjobrončani (1631. – 1521. prije Krista) iz Velikog Vanika (I1a1)
- kasnobrončani (805. – 761. prije Krista) uzorak iz špilje Jazinka koji su pripadali HV0e.[2]

### Zaključci
Desetljećima su hrvatski otoci bili proučavani zbog njihove izolacije preko koje se lakše uočavaju mikroevolucijski procesi radi boljeg razumijevanja evolucijskih silnica poput genetičkog drifta(specifičnog genetičkog izražaja), "efekta osnivača" i populacijskih "uskih grla" (smanjivanja veličine populacije) koji su oblikovali modernu populaciju. Dosadašnji rezultati pokazuju da je genetski tok i doseljavanje žena na otoke bilo ograničeno.
Slični procesi (umjerene genetičke izoliranosti) se mogu primijeniti i na kopnena područja brdskih regija poput Žumberka, gdje su oni imali labavu vezu s regijom nastanka Uskoka (južna RH i BiH) ili s njihovim najbližim sadašnjim susjedima (sjever RH i Slovenija). Na primjeru populacije otoka Krka, analiza visoke rezolucije mtDNK pokazuje dokaze da su naselja Omišalj, Vrbnik i Dobrinj povezana u grupu ranog slavenskog naseljavanja, dok su područja Poljica i Dubašice bliža drugoj grupi slavenskog i vlaškog/morlačkog doseljavanja iz velebitskog zaleđa u 15. stoljeću. Na primjeru populacije Mljeta može se povezati napraviti demografsko-povijesni lanac događaja kao upotreba otoka kao mjesta za karantenu, uz često sparivanje unutar zajednice poput Visa i Lastova radi manjka genetičke raznolikosti.
U analizi iz 2004, uspoređivali su se grupe populacije otoka Hvara, Krka i Brača s drugom grupom hrvatskog kopna i obale, dok je otok Korčula bio izdvojen radi velike frekvencije haplogrupe H. U analizi iz 2009. otočne populacije Krka, Ugljana, Brača i Hvara su se zbili skupa, pokazujući da imaju bliske majčinske linije, s Visom blizu grupe, dok su Cres (većina U2, W, N1a) i Rab] (U4, H6, J1c) imali izdvojene pozicije iz grupe i međusobno. U analizi iz 2014. populacije istočne i južne Hrvatske su se zbile skupa s BiH, dok je zapadna i sjeverna Hrvatska naginjala više prema Sloveniji. Kako slovenska populacije nije dio jugoistočnoeuropske grupe, razmatrao se mogući unos drugačijih seoba Slavena u srednjem vijeku.

## Autosomalna DNK
Prema analizi iz 2014. godine, hrvatska populacija pokazuje načelnu srodnost drugim populacijama južnih Slavena. Genetska slika Hrvata i Bošnjaka je bliža genetskoj slici srednje Europe i preklapa se s genetskom slikom Mađara. Prema analizi iz 2015. godine, grupirana je zapadna grupa Južnih Slavena u usporedbi s istočnom grupom u kojoj se nalaze Bugari i Makedonci, sa Srbima između. Zapadna grupa pokazuje sličnosti prema Mađarima, Česima i Slovacima, dok je istočna grupa srodna Rumunjima i u nekoj mjeri Grcima. Hrvatska populacija većinom dijeli zajedničke pretke s istočnim, zapadnim i južnim Europljanima i nema skoro nikakav odnos prema izoliranim sardinijskim i baskijskim populacijama. Modelirana ancestralna genetska komponenta Balto-Slavena među Južnim Slavenima (i Hrvatima) je između 55 i 70%.
Prema istraživanju iz 2013. pomoću IBD metode "o nedavnom genealoškom podrijetlu tijekom proteklih 3000 godina na kontinentalnoj razini", govornici srpskohrvatskog jezika dijele vrlo velik broj zajedničkih predaka koji datiraju iz razdoblja migracije prije otprilike 1500 godina s Poljskom i Rumunjskom-Bugarskom, među ostalima, u istočnoj Europi. Zaključuje se da je to uzrokovano hunskom i slavenskom ekspanzijom, koja je bila "relativno mala populacija koja se proširila na veliko geografsko područje", posebno "širenjem slavenskog stanovništva u regije niske gustoće naseljenosti počevši od šestog stoljeća" i da se "u velikoj mjeri podudara s modernom distribucijom slavenskih jezika". Prema Kushniarevich i suradnicima, analiza IBD-a od Hellenthal i suradnika iz 2014. također je otkrila "višesmjerne događaje miješanja među istočnim Europljanima (i slavenskim i neslavenskim), datirane na oko 1000-1600 godina prije sadašnjosti", što se podudara s "predloženim vremenskim okvirom za slavensku ekspanziju". Analiza IBD-a iz 2015. godine otkrila je da južni Slaveni imaju manju bliskost s Grcima negoli s istočnim i zapadnim Slavenima te da postoje "ravnomjerni obrasci dijeljenja IBD-a među istočno-zapadnim Slavenima – 'međuslavenskim' populacijama (Mađari, Rumunji i Gagauzi) – i južnim Slavenima, tj. na području pretpostavljenih povijesnih kretanja ljudi, uključujući Slavene". Blagi vrhunac zajedničkih segmenata IBD-a između južnih i istočno-zapadnih Slavena sugerira zajedničko "slavensko podrijetlo".
Prema arheogenetskoj studiji iz 2023. godine, autosomnim qpAdm modeliranjem, današnji Hrvati imaju 66,5% srednjoistočnoeuropskog ranosrednjovjekovnog slavenskog podrijetla, 31,2% lokalnog rimskog podrijetla te 2,4% zapadnoanatolijskog podrijetla iz rimskog carskog doba.
- Admixture analysis of autosomal SNPs in a global context on the resolution level of 7 assumed ancestral populations per Kovačević et al. (2014)
- Admixture analysis on the resolution level of 6 assumed ancestral populations per Kushniarevich et al. (2015)
- Genetic structure within European context according to three genetic systems atDNA (A), YDNA (B) and mtDNA (C) per Kushniarevich et al. (2015)
- The median plot of Croats from Croatia on a PCA including European countries, per Gilbert et al. (2022)